# الفيزياء المسلية (كتاب)
الفيزياء المسلية هو مؤلف للرياضي والفيزيائي الروسي ياكوف بيرلمان، ضمن سلسلة مؤلفاته المشهورة والمكرسة لموضوعات الفلك والرياضيات والفيزياء المسلية.
حقق الكتاب شهرة في صفوف التلاميذ وهواة الفيزياء المسلية، حيث اعتبر أشهر أعماله مع كتاب الرياضيات المسلية اللذان تُرجما من الروسية إلى لغات كثيرة من بينها اللغة العربية.

## الترجمة

غلاف إحدى الترجمات العربية لكتاب الفيزياء المسلية للكاتب الروسي ياكوف بيرلمان، لدار مير للنشر سنة 1977

النسخة الأصلية لكتاب الفيزياء المسلية باللغة الروسية، نشر أول مرة سنة 1913م، تحت العنوان الأصلي باللغة الروسية "Занимательная физика"، وقد طبع  لأكثر من مرة، وترجم إلى معظم اللغات الحية، ومن بينها اللغة العربية، وقد كانت أول ترجمة للكتاب من اللغة الروسية إلى اللغة الإنجليزية.

## اقتباس
كتب بيرلمان في مقدمة الطبعة الحادية عشر: 

## الوصف
يصف الكاتب المحتوى في مقدمة الكتاب على أنه "ألغاز، وألعاب تفكير، ونوادر مسلية، ومقارنات غير متوقعة"، مضيفا: 
.

## المحرك الذاتي ودائم الحركة
من أهم لعناوين المشوقة في الكتاب  الفيزياء المسلية،  قسم المحركات ذاتية ودائمة الحركة، (هي محركات تدور بنفسها حركة دائمة دون توقف، ويمكن أن تقوم بعمل مفيد). وقد شرح الكتاب في هذا القسم أن المحاولات العديدة والحثيثة لتصنيع هذه المحركات، لن تفشي إلى نتيجة كافية، موضحا أسباب استحالة ذلك، ولماذا لا تعمل وإن عملت ستتوقف لأنها ستكون عبارة عن تخزين للطاقة ستتبدد مع الوقت.

## مقتطف
امساك رصاصة منطلقة باليد:
أثناء الحرب العالمية الأولى كما جاء في الصحف ، صادف طيار فرنسي حادثة غير متوقعة بالمرة. عندما كان  يحلق على ارتفاع كيلومترين ، لاحظ الطيار شيئا صغيرا يتحرك على مقربة من وجهه وما كان من الطيار الا ان التقط ذلك الشيء بيده وهو يظن انها حشرة.
لنتصور الآن دهشة الطيار عندما ظهر له ان الشيء الذي التقطه هو رصاصة ألمانية منطلقة.
التفسير:
إن الرصاصة لا تبقى دائما منطلقة بسرعتها الابتدائية التي تتراوح بين 800 و 900 م / ثانية . فنتيجة لمقاومة الهواء تقلل الرصاصة من سرعتها تدريجيا وعند نهاية طريقها تهبط سرعتها إلى 40 م / ثانية فقط ، 
وبمثل هذه السرعة الأخيرة كانت تحلق الطائرات في ذلك الوقت وهذا يعني انه يمكن أن تتساوى سرعة الرصاصة المنطلقة مع سرعة الطائرة بكل سهولة . 
عندئذ ستصبح الرصاصة بالنسبة للطيار ساكنة أو متحركة حركة بطيئة للغاية وسوف لا يتعرض الطيار إلى أي خطر إذا ما التقط الرصاصة بيده خاصة إذا كان يرتدي قفاز لان الرصاصة تسخن بشدة وهي تنطلق في الهواء.

## وصلات خارجية
الفيزياء المسلية في  قائمة goodreads